# Mr. Gonsalvesprijs
De Mr. Gonsalvesprijs is een innovatieprijs bestemd voor Nederlanders die zich op een vernieuwende manier inzetten voor de rechtshandhaving. De prijs, genoemd naar oud viceprocureur-generaal wijlen mr. Rolph Gonsalves, bestaat uit een sculptuur van Amsterdamse kunstenares Hannah van Munster en wordt om de twee jaar uitgereikt.
De Mr. Gonsalvesprijs werd in januari 2005 door de Stichting Eén en Ander ingesteld. Voorzitter van het curatorium is Wim Deetman. Verder maken onder anderen Arthur Docters van Leeuwen, Herman Bolhaar, voorzitter van het College van Procureurs-Generaal,  Erik van den Emster, oud-voorzitter van de Raad voor de Rechtspraak, burgemeester Jozias van Aartsen van Den Haag en oud-hoofdcommissaris van politie in Amsterdam Bernard Welten er deel van uit. Docters van Leeuwen, Van den Emster en Welten hebben eveneens zitting in de jury.
De organisatie is na 2011 overgegaan van Stichting Eén en Ander naar ProDemos - Huis voor democratie en rechtsstaat te Den Haag.  
- 2005 De eerste Mr. Gonsalvesprijs werd in december 2005 gewonnen door de Unit Multi-etnisch politiewerk van de Politie Haaglanden.
- 2008  De tweede innovatieprijs werd in februari 2008 door de minister van Justitie uitgereikt aan het project SMS Alert dat is opgezet door de Politie Midden en West-Brabant.
- 2009  De derde prijs werd op 2 november 2009 door minister Ernst Hirsch Ballin uitgereikt aan de Amsterdamse districtschef Leen Schaap, als eerbetoon aan alle leden en oud-leden van de Mobiele Eenheid.
- 2011  De vierde prijs werd op 19 december 2011 door minister Ivo Opstelten uitgereikt aan de Amsterdamse wethouder Lodewijk Asscher en projectleider Kees Lacet van het Emergoproject voor de geïntegreerde aanpak van zware criminaliteit op de Wallen.
- 2013  De Dienst Justitiële Inrichtingen won op 18 november 2013 de Mr. Gonsalvesprijs voor de modernisering van het gevangeniswezen.
- 2015  De prijs werd op 9 november 2015 door minister Ard van der Steur uitgereikt aan de Politie Eenheid Den Haag voor hun multidisciplinaire aanpak van radicalisering en terrorisme.
- 2017  Web-IQ met het thema: aanpak van cybercrime